# Grafendorf bei Hartberg
Grafendorf bei Hartberg är en ort och kommun i distriktet Hartberg-Fürstenfeld i förbundslandet Steiermark i Österrike.
Kommunen består av elva orter (Ortschaften) (inom parentes invånarantal 1 januari 2024):

- Erdwegen (161)
- Grafendorf bei Hartberg (1 179)
- Kleinlungitz (202)
- Lechen (142)
- Obersafen (181)
- Pongratzen (175)
- Reibersdorf (74)
- Seibersdorf am Hammerwald (591)
- Stambach (279)
- Untersafen (137)
- Zeilerviertel (136)

Kommunen fick sin nuvarande form den 1 januari 2015 genom en sammanslagning av kommunerna Grafendorf bei Hartberg och Stambach.